# لارا گریوز
لارا گریوز (به انگلیسی: Laura Graves)یک سوارکار زن اهل کشور ایالات متحده آمریکا در رشتهٔ درساژ است. او در بازی‌های المپیک تابستانی ۲۰۱۶ ایالات متحده را نمایندگی می‌کرد که در این بازی‌ها توانست مدال برنز را در رقابتهای تیمی بدست آورد.

## پیشهٔ درساژ
لارا گریوز در ورمانت بزرگ شده‌است. وی اولین سواری پونی خود را در اوایل کودکی و زمانی که یکی از دوستان خانوادگی آنها دو اسبچه به مزرعه آنها آورده بود انجام داد؛ که در نهایت علاقهٔ او و خواهرهایش باعث شد تا والدینش متقاعد شوند تا ماشین خشک کن و ماشین لباس‌شویی خود را بفروشند تا بتوانند اسبچه‌ها را نگهدارند. در سن پانزده سالگی او و مادرش کره ای به نام وردادز را از کشور هلند خریداری کردند اسبی که نهایتها اسب المپیک گریوز شد. در سالهای ابتدایی وردادز نشان داد که اسب سرسختی است و یکبار لارا گریوز را به زمین انداخت که موجب شکستگی پشت لارا شد. پس از این ناکامیها او تصمیم گرفت که حرفهٔ آرایشگری را دنبال کند. در این دوران او تصمیم گرفت بیشتر بر روی دوره‌های آموزشی آرایشگری تمرکز کند و اسبش را نیز بفروشد. اما بعدتر از آنجایی که موفق نشد اسبش را بفروشد به فلوریدا رفت و تصمیم گرفت که حرفهٔ سوارکاری درساژ را ادامه دهد.
او و وردادز در سال ۲۰۱۴ در مسابقات بین‌المللی گران پری ۲۰۱۴ شرکت کردند. در قهرمانی درساژ آمریکا گلدستون، نیوجرسی به‌طور غیره منتظره ای در مجموع رده دوم شد و مستقیماً برای بازی‌های جهانی سوارکاری ۲۰۱۴  انتخاب شد.